# Pastorelle en musique
Pastorelle en musique oder Musikalisches Hirtenspiel ist eine Opernpastorale in zehn Szenen („Auftritten“) von Georg Philipp Telemann, die mutmaßlich zwischen 1713 und 1716 in Frankfurt am Main als Festmusik (Serenata) für eine Hochzeit entstand. Das vermutlich von Telemann selbst verfasste Libretto basiert auf Molières Comédie-ballet Les amants magnifiques von 1670.

## Handlung
Eine lustige Gegend
Szene 1. Damon, Amyntas, Knirfix und andere Schäfer besingen die Liebe als wichtigstes Lebensziel (Air Damon und Chor: „Aimons sans cesse“ – Air Damon; „Règne, Amour, sur mon âme“ – Arie Amyntas und Chor: „Laßt uns Liebesrosen brechen“). Nur Knirfix schätzt das Essen ebenso hoch.
Szene 2. Den Schäferinnen Caliste und Iris ist ihre persönliche Freiheit wichtiger als die Liebe (Arie Caliste/Iris und Chor „Freiheit soll die Losung sein“).
Szene 3. Daher gibt Caliste dem um sie werbenden Damon einen Korb (Air Damon: „Vos rigueurs, mon enfant“ – Arie Caliste: „Ich scheide von hinnen“).
Szene 4. Amyntas hingegen gelingt es schnell, den anfänglichen Widerstand seiner angebeteten Iris zu brechen (Arie Amyntas: „Lippen, wollt ihr mich betrüben“ – Arie Iris: „Soll ich lieben?“).
Szene 5. Knirfix findet sich leicht damit ab, dass sich kein Mädchen für ihn interessiert, denn jeder Mensch hat seine Fehler (Arie Knirfix: „Gar zu ekel sein im Freien“).
Szene 6. Damons Klage über seinen Misserfolg (Arie Damon: „Euch, ihr Sterne, sei geklaget“) empfindet Knirfix als Bestätigung für seine Zweifel (Arie Knirfix: „Will’s beim Freien immer schneien“).
Szene 7. Amyntas jubiliert (Arien Amyntas: „Vergnüge dich, mein Geist“ – „Rufet Triumph, ihr glückseligen Lippen“).
Szene 8. Dem noch immer jammernden Damon (Air Damon: „Amour, des maux que j’ai souffert“) rät Amyntas, nicht aufzugeben. Eine treue Liebe werde letztlich zum Erfolg führen (Air Amyntas: „Il n’est point de Bergère“).
Szene 9. Caliste bereut ihr harte Haltung Damon gegenüber bereits (Arie Caliste: „Dir ahnet was, beklemmtes Herze“). Sie legt sich zum Schlafen nieder.
Szene 10. Damon und die anderen Schäfer singen Caliste Schlaflieder (Chor: „Dormez, dormez, beaux yeux“ – Arie Damon: „Kleine Vögel, schweiget still“). Als sie die Augen aufschlägt, erblickt sie ihren verzweifelten Verehrer (Arie Damon: „Ich will sterben, meine Seele“). Da Iris ihr erzählt, wie viel Freude sie mit Amyntas hat (Arie Iris/Amyntas: „Wir sind vergnügt“), denkt Caliste noch einmal nach und entschließt sich, Damon zu erhören (Chor: „Wir rufen Glück zu“ – Arie Caliste/Damon: „Nimm die Hand – Nimm hin das Herz“). Knirfix wünscht ihnen viel Glück, und alle feiern (Air: „Bergers fidelles“).

## Gestaltung

### Orchester
Die Orchesterbesetzung der Oper umfasst die folgenden Instrumente:
- Holzbläser: Blockflöte (solistisch in der Schlafszene), zwei Oboen
- Blechbläser: zwei Hörner, zwei Trompeten
- Streicher einschließlich Viola da gamba
- Basso continuo

### Musiknummern
Die Oper enthält die folgenden Musiknummern:
- Nr. 1. Concerto: Spirituoso – Allegro – Adagio – Presto – Adagio – Vivace

Erster Auftritt
- Nr. 2. Air (Damon, Schäfer): „Aimons sans cesse“ / „Das süße Lieben“
- Nr. 3. Rezitativ (Amyntas, Damon): „O zuckersüße Lust!“
- Nr. 4. Air (Damon): „Règne, Amour, sur mon âme“ / „O Lieb, herrsch in der Seele“
- Nr. 5. Rezitativ (Amyntas, Damon, Knirfix): „Wohlan! so laßt uns dann“
- Nr. 6. Arie (Amyntas): „Laßt uns Liebesrosen brechen“
- Nr. 7. Chor (Schäfer): „Laßt uns Liebesrosen brechen“

Zweiter Auftritt
- Nr. 8. Arie (Caliste) und Chor (Schäferinnen): „Freiheit soll die Losung sein“
- Nr. 9. Rezitativ (Caliste): „Cupido, dir sei Hohn gesprochen“
- Nr. 10. Arie (Caliste, Iris): „Freiheit soll die Losung sein“
- Nr. 11. Rezitativ (Iris): „Du angenehmes Lustrevier“
- Nr. 12. Arie (Caliste, Iris): „Freiheit soll die Losung sein“
- Nr. 13. Chor (Schäferinnen): „Freiheit soll die Losung sein“

Dritter Auftritt
- Nr. 14. Rezitativ (Caliste, Damon): „Caliste! Damon! Schönstes Kind“
- Nr. 15. Air (Damon): „Vos rigueurs, mon enfant“ / „Warum hat eure Hand“
- Nr. 16. Rezitativ (Caliste): „Ich kann dich nicht verstehen“
- Nr. 17. Arie (Caliste): „Ich scheide von hinnen“

Vierter Auftritt
- Nr. 18. Rezitativ (Amyntas, Iris): „Ach, Iris, so entschließe dich“
- Nr. 19. Arie (Amyntas): „Lippen, wollt ihr mich betrüben“
- Nr. 20. Rezitativ (Amyntas, Iris): „Ich flehe noch einmal“
- Nr. 21. Arie (Iris): „Soll ich lieben?“

Fünfter Auftritt
- Nr. 22. Rezitativ (Knirfix): „Es will mich fast verdrießen“
- Nr. 23. Arie (Knirfix): „Gar zu ekel sein im Freien“
- Nr. 24. Menuet

Sechster Auftritt
- Nr. 25. Arie (Damon): „Euch, ihr Sterne, sei geklaget“
- Nr. 26. Rezitativ (Knirfix, Damon): „Herr Damon, nun wie geht’s“
- Nr. 27. Arie (Knirfix): „Will’s beim Freien immer schneien“

Siebenter Auftritt
- Nr. 28. Arie (Amyntas): „Vergnüge dich, mein Geist“ – Rezitativ „Indem dir das Geschick“
- Nr. 29. Arie (Amyntas): „Rufet Triumph, ihr glückseligen Lippen“

Achter Auftritt
- Nr. 30. Air (Damon): „Amour, des maux que j’ai souffert“ / „O Lieb! es kann mein Lebenslauf“
- Nr. 31. Rezitativ (Amyntas, Damon): „Warum doch stets betrübt“
- Nr. 32. Air (Amyntas): „Il n’est point de Bergère“ / „Kein Mädgen kann auf Erden“

Neunter Auftritt
- Nr. 33. Arie (Caliste): „Dir ahnet was, beklemmtes Herze“
- Nr. 34. Rezitativ (Caliste): „Ich weiß nicht, was ich denken soll“
- Nr. 35. Sinfonia

Zehender Auftritt
- Nr. 36. Rezitativ (Damon): „Wo mich die Augen nicht betriegen“
- Nr. 37. Chor (Schäfer): „Dormez, dormez, beaux yeux“ / „Schlaf sanft, du schönes Haupt“
- Nr. 38. Arie (Damon): „Kleine Vögel, schweiget still“
- Nr. 39. Chor (Schäfer): „Dormez, dormez, beaux yeux da capo“ (= Nr. 37):
- Nr. 40. Rezitativ (Caliste, Damon): „Ach! welch ein Ungemach“ – Arie (Damon): „Ich will sterben, meine Seele“
- Nr. 41. Rezitativ (Caliste, Iris): „Du setzest meinen Geist“
- Nr. 42. Arie (Iris, Amyntas): „Wir sind vergnügt“
- Nr. 43. Rezitativ (Caliste, Damon, Amyntas): „Es fehlt nicht viel“
- Nr. 44. Intrada
- Nr. 45. Rezitativ (Caliste, Damon, Amyntas, Iris): „Was will ich mich noch viel“
- Nr. 46. Chor (Schäfer und Schäferinnen): „Wir rufen Glück zu“
- Nr. 47. Arie (Caliste, Damon): „Nimm die Hand – Nimm hin das Herz“
- Nr. 48. Rezitativ (Knirfix): „So hat sich’s endlich doch geschickt“
- Nr. 49. Air (Caliste, Iris, Amyntas, Damon, Knirfix, Schäfer und Schäferinnen): „Bergers fidelles“ / „Ihr treuen Herzen“

### Musik
Die Musik ist in vielen Punkten originell. Es gibt einige Anspielungen an die Volksmusik, beispielsweise eine auf Hexachorden basierende Melodik, die Imitation von Drehleiern oder Dudelsäcken im Orchester oder die Verarbeitung der Rhythmen beliebter Tänze wie Bourrée, Rigaudon, Gavotte, Loure oder Menuet. Der italienische Einfluss macht sich in den Koloraturen bemerkbar, der französische in den Airs de Cour. Letztere sind überwiegend dem Schäfer Damon zugewiesen. Das lässt vermuten, dass Telemann diese Bariton-Partie selbst sang. Das hohe Paar Damon/Caliste ist dem französischen Stil zugeordnet, das niedere Paar Amyntas/Iris dem italienischen. Die hohe Stimmlage des Amyntas im Gegensatz zur tiefen des Damon ist ungewöhnlich.

## Werkgeschichte
Die Partitur von Telemanns Pastorelle en musique ist vollständig in Form einer kalligrafischen Abschrift eines unbekannten Kopisten in einem roten Prachtband erhalten. Telemanns Name ist sowohl auf dem Titelblatt als auch auf dem Rückentitel vermerkt. Zu Datum und Anlass der Uraufführung fehlen Informationen. Der Titel gibt zugleich die musikalische Gattung einer Pastoraloper bzw. eines musikalischen Schäferspiels an. Die großzügige Instrumentalbesetzung und die schlichte Szenenfolge lassen vermuten, dass sie als Serenata anlässlich eines Festes wie beispielsweise einer Hochzeitsfeier aufgeführt wurde. In seinen Autobiografien von 1718 und 1740 schrieb Telemann, dass er ungefähr zwanzig Werke zu derartigen Anlässen komponiert und auch die Libretti selbst verfasst hatte. Die französischen Airs sind einer 1713 in Paris erschienenen Sammlung entnommen. Die Pastorelle dürfte also erst danach entstanden sein. Kompositorische Beziehungen zu anderen Werken Telemanns lassen den Schluss zu, dass er sie vermutlich zwischen 1713 und 1716 schrieb. Es handelt sich um das einzige erhaltene Werk dieser Gruppe Frankfurter Serenaten und zugleich um das früheste vollständig erhaltene Musiktheaterstück Telemanns. Die Sängerpartien sind sehr anspruchsvoll. Sie wurden wohl für herausragende Sängerinnen und Sänger geschrieben. Die beiden Frauenrollen könnten von Mitgliedern der Darmstädter Hofkapelle übernommen worden sein.
Als Vorlage für sein Libretto nutzte Telemann ein Werk von Molière: Dessen Comédie-ballet Les amants magnifiques wurde 1670 mit Musik von Jean-Baptiste Lully in Privatvorstellungen für König Ludwig XIV. gespielt. Telemanns Fassung verzichtet auf den darin enthaltenen Lobpreis auf die freie Liebe, was mit einer Aufführung im Rahmen einer Hochzeitsfeier erklärt werden könnte. Aus den beiden Schäfern Licastre und Menandre der Vorlage machte Telemann ein zweites Liebespaar, Amyntas und Iris, die den unglücklichen Damon ermutigen und schließlich auch Caliste zum Einlenken bewegen. Den Wechsel in Calistes Haltung kennzeichnet eine feierliche Intrada. Es ist denkbar, dass an dieser Stelle die Besucher des Festes selbst in die Handlung eingriffen und damit Realität und Fiktion verbanden. Die Figur des lustigen Schäfers Knirfix entspricht dem besserwisserischen Hofnarren Clitidas der Vorlage. Dessen satirische Bemerkungen strich Telemann jedoch.
Der Dirigent und Musikwissenschaftler Kirill Karabits entdeckte die Partitur während der Arbeit an seiner Dissertation über die Vokalwerke Carl Philipp Emanuel Bachs im Noten-Archiv der Sing-Akademie zu Berlin, das sich damals noch in Kiew befand. Eine Anfrage beim Telemann-Zentrum in Magdeburg bestätigte ihm, dass es sich um ein Werk Telemanns handelt. Da der Fund nicht weiter beachtet wurde, entdeckte der deutsche Musikwissenschaftler Peter Huth die Partitur unabhängig von Karabits nach der Rückkehr des Archivs in der Musikabteilung der Berliner Staatsbibliothek ein zweites Mal. Ein undatierter Frankfurter Librettodruck wurde im Dezember 2002 aufgefunden. Außerdem ist der Stimmensatz des einleitenden Concertos in der Universitätsbibliothek Rostock erhalten.
Die erste Wiederaufführung fand 2004 an der Komischen Oper Berlin in einer Inszenierung des Regisseurs Vegard Vinge und der Ausstatterin Nicole Riegel unter der musikalischen Leitung von Florian Heyerick statt. Eine wissenschaftliche Ausgabe erschien 2014.
2021 nahm die Blockflötistin und Dirigentin Dorothee Oberlinger das Werk ins Programm der von ihr geleiteten Musikfestspiele Potsdam Sanssouci auf. Die Inszenierung stammte von Nils Niemann, die Bühnenbilder von Johannes Ritter. Weitere Aufführungen der Produktion gab es bei der Musica Bayreuth, bei den Innsbrucker Festwochen der Alten Musik und bei den Magdeburger Telemann-Tagen.

## Aufnahmen
- 30./31. Mai 2004 – Kirill Karabits (Dirigent), Capella Leopoldina.
 Doerthe Maria Sandmann (Caliste), Barbara Fink (Iris), Lydia Vierlinger (Amyntas), Mathias Hausmann (Damon), Bernhard Berchtold (Knirfix).
 Konzertmitschnitt des Vereins Jeunesse – Musikalische Jugend Österreichs, vollständig.
 Capriccio 71 054/55 (2 SACDs).[15][2]
- 19./20. Juni 2021 – Dorothee Oberlinger (Dirigent), Ensemble 1700, Vocalconsort Berlin.
 Lydia Teuscher (Caliste), Marie Lys (Iris), Alois Mühlbacher (Amyntas), Florian Götz (Damon), Virgil Hartinger (Knirfix).
 Auch Video; live aus dem Schlosstheater im Neuen Palais, Potsdam Sanssouci.
 Deutsche Harmonia Mundi/Sony 19658701132 (2 CDs); Video in der ARD-Mediathek.[16][17]

## Digitalisate
- Pastorelle en Musique, TWV deest: Noten und Audiodateien im International Music Score Library Project
- Libretto (italienisch), Frankfurt am Main. Digitalisat der Universitätsbibliothek Johann Christian Senckenberg, Frankfurt am Main